# Мухтолово (станция)
Мухто́лово — железнодорожная станция Горьковской железной дороги на Казанском ходе Транссиба, открытая в 1912 году. Находится в одноимённом рабочем посёлке. 

## История
Станция была построена в 1912 году в рамках сооружения Московско-Казанской железной дороги, примерно в километре к северо-востоку от одноимённого села. За год до этого вблизи будущей станции были построены здание вокзала и дом начальника станции, а на Нуксенском озере появилась водокачка, из которой вода для заправки паровозов по трубам подавалась на станцию. Для прокладки железнодорожных путей со стороны Мурома была возведена внушительная земляная насыпь высотой до 15 метров. На станции было три пути протяжённостью 500 метров каждый и дополнительно один пакгаузный протяжённостью 120 метров. Движение от Мурома до Арзамаса было открыто 15 (28) октября 1912 года. В первые десятилетия дорога была однопутной, для пропуска встречных составов поблизости от Мухтолова в 1911—1912 годах были созданы разъезды Манасиха и Личадеево, второй был ликвидирован в 1970-е годы. В 1928 году между Мухтоловом и Манасихой был дополнительно создан разъезд Саконы.
В 1918 году на станции были созданы два деревянных склада под управлением Ардатовской уездной продовольственной управы для отгрузки продуктов питания в Москву и другие города. В 1962 году станция стала обслуживаться тепловозами. В 1970 году было открыто двухпутное движение. В 1973 году стрелки были заменены на автоматические. В 1977 году был построен пешеходный путепровод через железнодорожные пути, на следующий год движение поездов стало управляться диспетчером. В 1985 году железная дорога была электрифицирована, в Мухтолове была построена тяговая подстанция. В конце 1980-х годов были планы создания на базе станции Мухтолово грузового железнодорожного терминала, но они не были реализованы. В 1990-х годах произошло заметное сокращение уровня как грузовых, так и пассажирских перевозок. В 1998 году станция была объединена с двумя соседними Венец и Тёша.

## Современное состояние
Станция расположена в рабочем посёлке Мухтолово Ардатовского района Нижегородской области.
По состоянию на лето 2024 года станция используется как товарная, так и как пассажирская, на ней останавливаются электропоезда сообщением до Арзамаса, Мурома и Нижнего Новгорода и поезда дальнего следования, идущие из Москвы в Казань, Первомайск и Чебоксары. 
На станции производится приём и выдача повагонных отправок грузов, допускаемых к хранению на открытых площадках и в крытых складах.

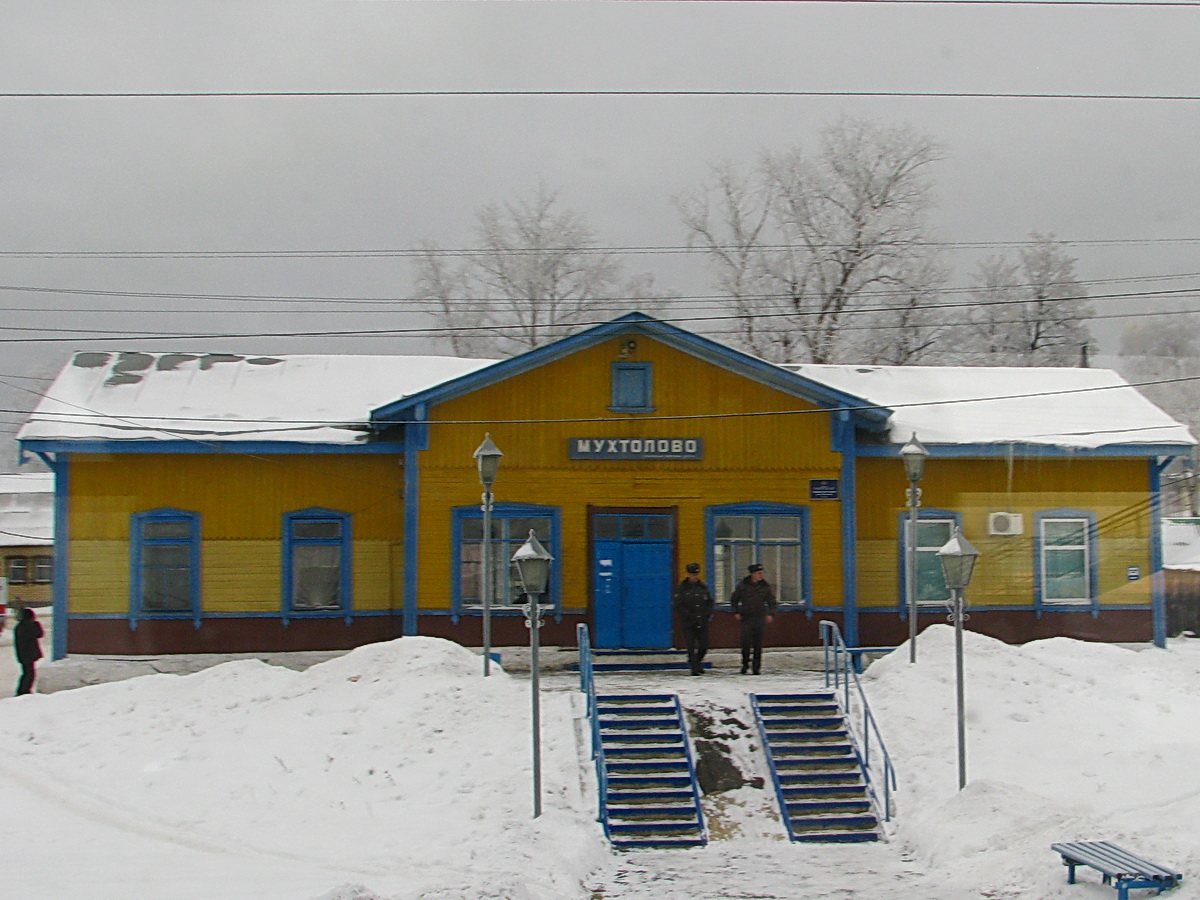
Станция в 2013 году
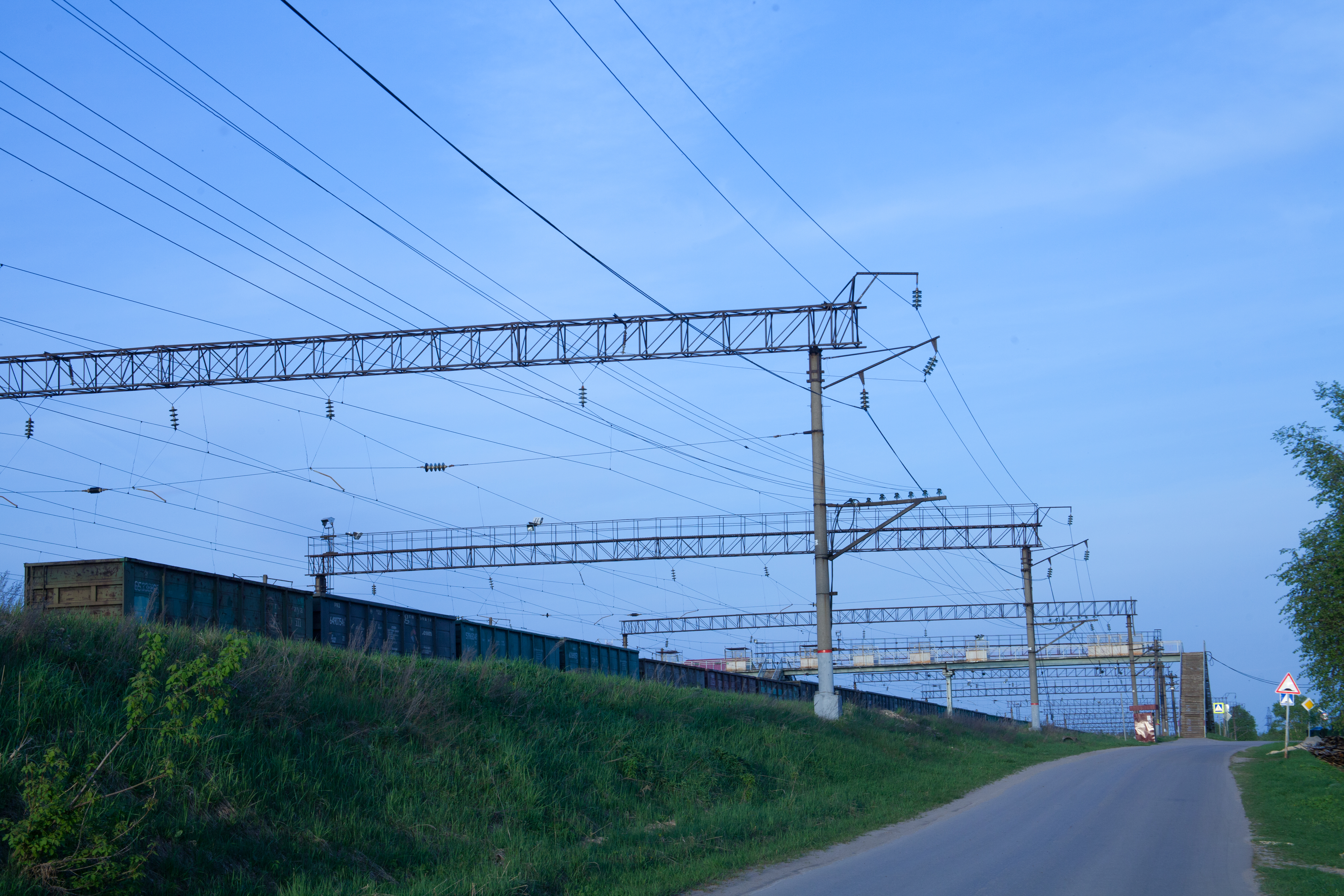
Вид на станцию с юга
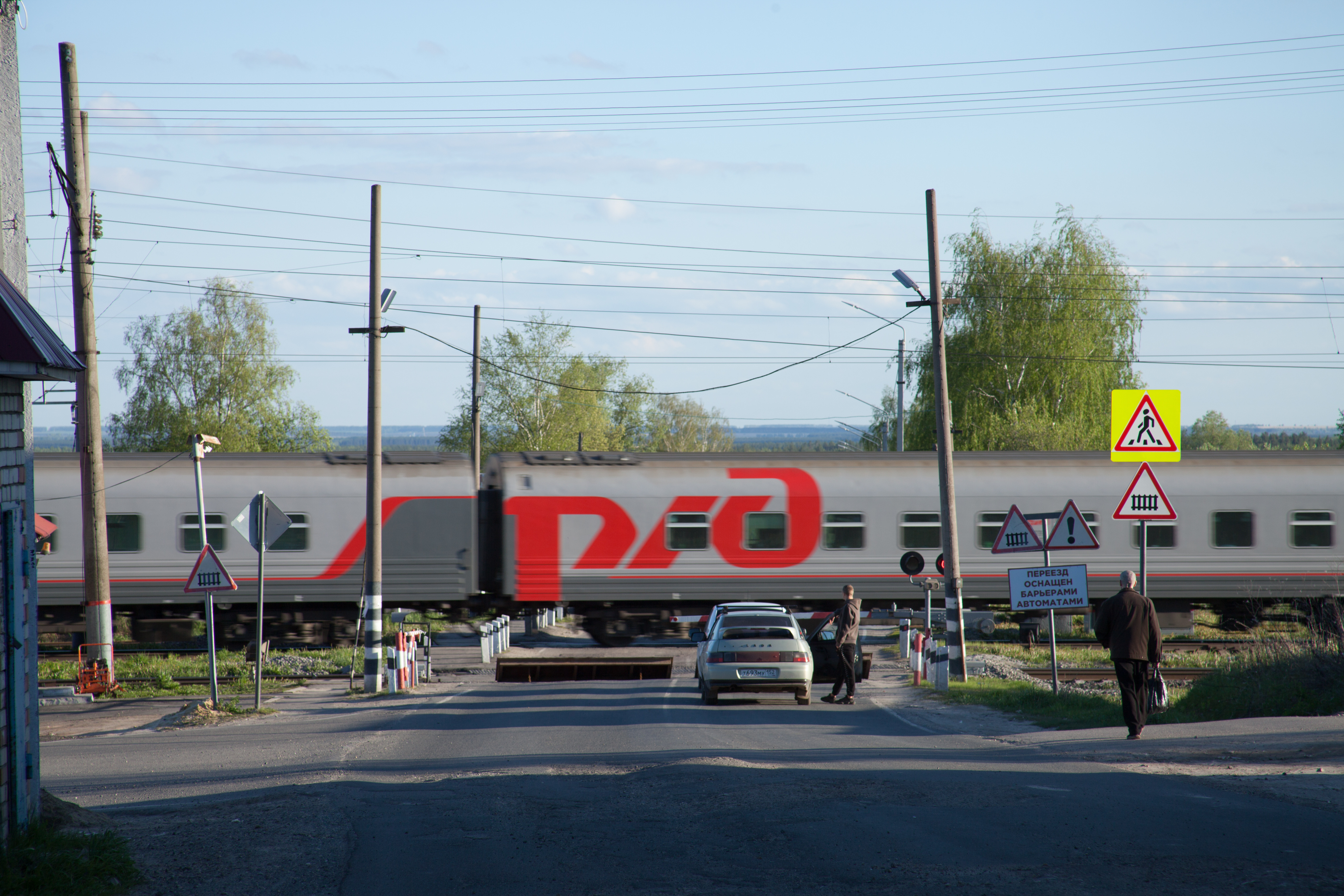
Железнодорожный переезд